# Thomisus stigmatisatus
Thomisus stigmatisatus es una especie de araña cangrejo del género Thomisus, familia Thomisidae. Fue descrita científicamente por Walckenaer en 1837.

## Distribución
Esta especie se encuentra en los Estados Unidos.